# Alexis Rousset (explorateur)
Pour les articles homonymes, voir Rousset.
Ne doit pas être confondu avec Alexis Rousset.
Alexis Constant Rousset (Levier, 4 octobre 1863 - Port-Gentil, 25 février 1903) est un explorateur et administrateur colonial français.

## Biographie
Clerc de notaire à Salins, il entre en 1889 dans le Service des Postes et Stations du Congo, puis travaille à Brazzaville comme délégué au Directeur de l’Intérieur (1894). Il devient collaborateur de la mission Marchand pendant quatorze ans (1889-1903).
Il remonte la Mpoko avec le lieutenant Bernard jusqu'à Pouédoué (1899) puis participe à la marche au Tchad d'Émile Gentil qui le nomme chef de cercle à Fort-Sibut à proximité des sources du Gribingui. 
Il regagne l'Oubangui en 1901 en passant par la Kémo et, le 10 février 1901, avec une importante escorte remonte la vallée de la Yambéré et descend les vallées de la Mbali et de la Mpoko jusqu'à Bangui qu'il atteint le 2 mars. Il découvre durant ce voyage la Landolphia, une liane à caoutchouc. 
Parti explorer en 1903 la rivière Fafa, un affluent du Bahr Sara, il meurt d'une broncho-pneumonie à Port-Gentil. 
Une rue de Levier porte son nom.

## Travaux
- Rapport sur une reconnaissance faite entre Fort-Sibut et Bangui, Revue Coloniale, septembre 1901, p. 129-159
- Reconnaissance de la Fafa par la mission Rousset, Le Mouvement Géographique, avril 1903, p. 196-197